# Mick La Rock

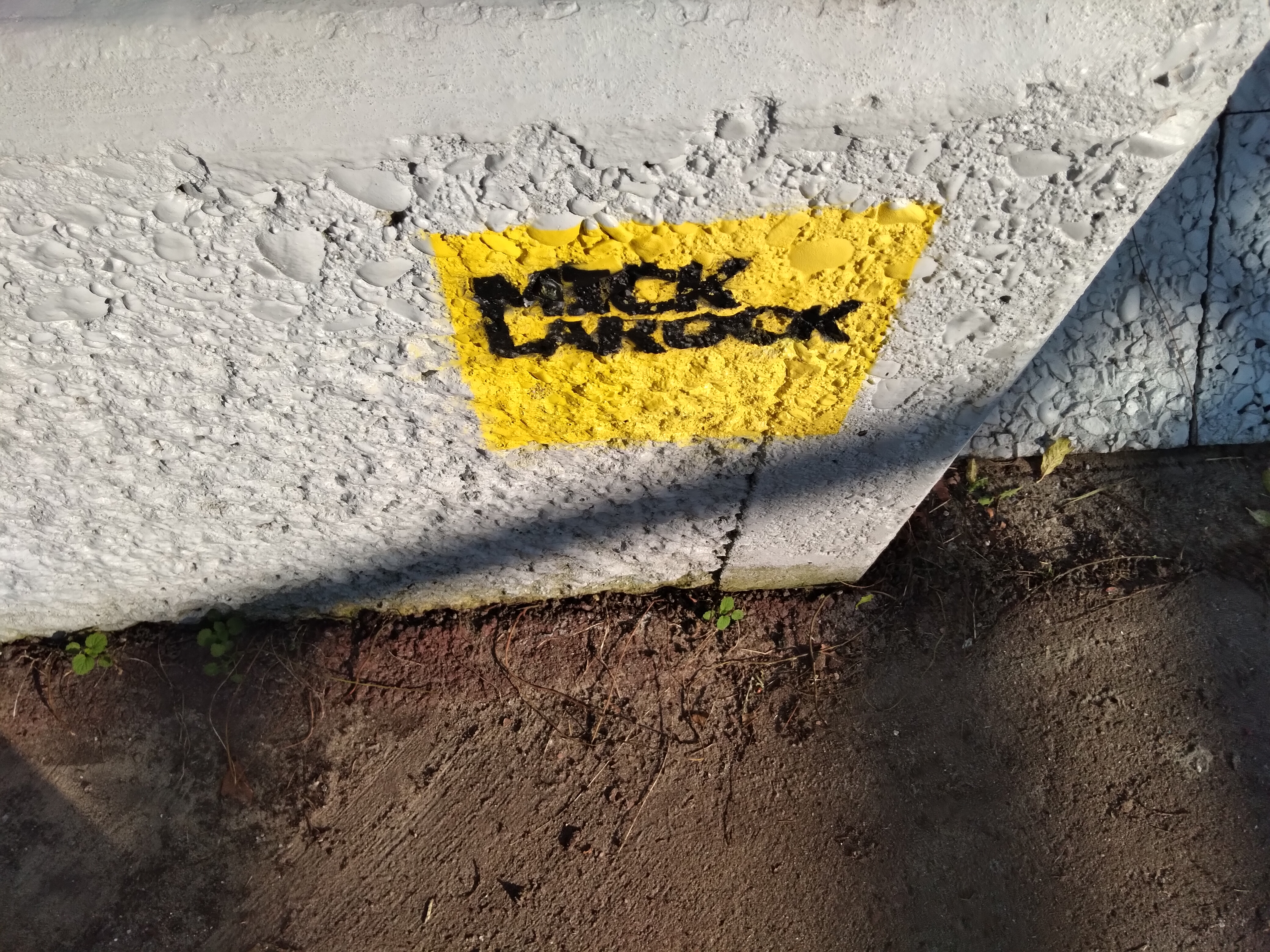
Tag van Mick La Rock op Ooievaarsbrug (oktober 2021)

Mick La Rock, geboren als Aileen Esther Middel (Groningen, 1970), ook bekend als MICKEY, is een Nederlands beeldend kunstenaar en graffitischrijver. Ze staat bekend als een van de eerste vrouwelijke graffitischrijvers van Europa en maakte naam toen ze in de jaren negentig vele reizen maakte tussen de graffiti-scenes van Amsterdam en New York. Inmiddels is ze werkzaam als beeldend kunstenaar. In 2015 was ze gastcurator van de expositie Graffiti. New York meets the Dam in het Amsterdam Museum. Daarnaast maakte ze van 2019 tot 2022 deel uit van het Stadscuratorium van Amsterdam, dat het belang behartigt van alle buitenkunst in de stad.

## Biografie

### Internationale graffiti-carrière
Middel werd geboren in Groningen. Ze begon haar carrière in 1983 als graffitischrijver onder de naam MICKEY. Op 13-jarige leeftijd kwam ze in aanraking met de hiphopcultuur, waarna ze in 1985 haar eerste piece zette in de fietsenkelder van haar middelbare school het Augustinuscollege.
In 1992 organiseerde het Groninger Museum de expositie Coming from The Subway, gebaseerd op het werk van bekende graffitischrijvers uit New York. Middel miste binnen de expo de link naar het heden en pleitte daarom voor werk van Nederlandse graffitischrijvers. Het museum stemde toe en Middel mocht helpen om dit te realiseren. Bij de opening waren de New Yorkse schrijvers onder de indruk van haar werk, waarna Middel uiteindelijk op uitnodiging van Iz the Wiz in 1993 naar New York reisde. Vanaf dat moment reisde Middel, inmiddels wonend in Amsterdam - dat in de jaren negentig werd gezien als de graffitihoofdstad van Europa - meerdere keren per jaar naar New York. Rond 1993 werd ze toegevoegd aan twee van de oudste graffiti-crews van New York: The Master Blasters (TMB) en The Fantastic Partners (TFP).

### post-Graffiti
Middel bleef door de jaren haar stijl ontwikkelen door haar letters steeds meer te abstraheren. Haar minimalistische stijl toont invloeden van het brutalisme en de Russische abstracte kunst uit het begin van de twintigste eeuw.
In 2013 werd Middel uitgenodigd door de Poolse kunstenares Paulina Olowska om een muurschildering te maken in het Stedelijk Museum Amsterdam voor haar expositie Au Bonheur des Dames.
Twee Amsterdamse bruggen hebben muurschilderingen van Mick La Rock, de Ooievaarbrug en Brug 95.

## Curator van tentoonstellingen

### 'Graffiti. New York meets The Dam' (2015-16)
Middel was in 2015 gastcurator van Graffiti. New York meets The Dam, een tentoonstelling in het Amsterdam Museum over de hoogtij dagen van de New Yorkse graffiti en hoe Amsterdamse graffitischrijvers hierdoor werden geïnspireerd. Er werd werk getoond van onder andere Keith Haring, Lee Quinones, Lady Pink en Nederlandse kunstenaars als Shoe, Jasper Krabbé, Delta (Boris Tellegen), Hugo Kaagman, Dr. Rat en Cat22.

### 'Graffiti in Groningen' (2021-22)
In samenwerking met Stichting Kladmuur stelde Middel eind 2021 in haar geboortestad de tentoonstelling Graffiti in Groningen samen. De tentoonstelling in het Groninger Museum vertelde het verhaal van de levendige Groningse graffitiscene uit de jaren '80. Speciaal voor de tentoonstelling maakte Middel een groot werk wat uiteindelijk door het museum werd aangekocht.

## Conservator van graffiticultuur
Middel zet zich tevens in voor het behoud van graffiti en de daarbij behorende cultuur. In deze rol trad ze in 2019 toe tot het Stadscuratorium van Amsterdam, dat het belang behartigt van alle buitenkunst in de stad.

### 'Save Our Keith Haring' (2014-19)

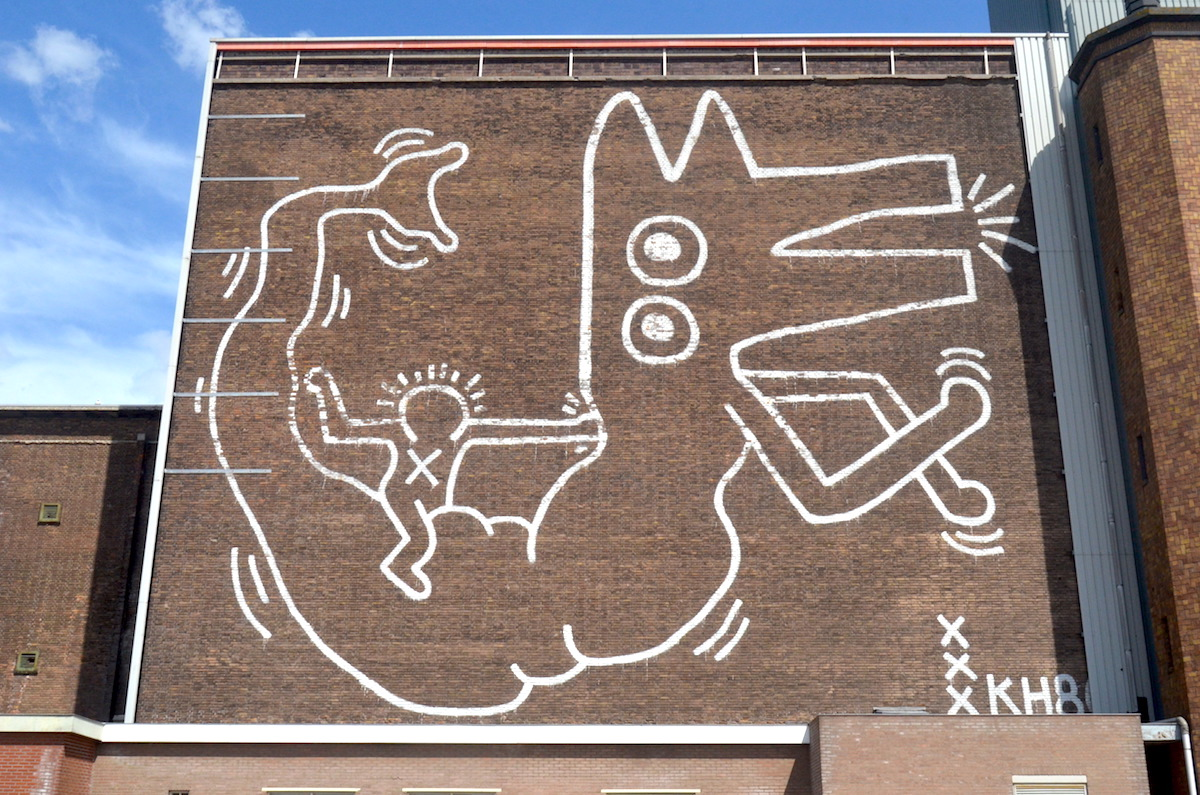
Muurschildering van Keith Haring

In 2014 begon Middel onder de titel 'Save Our Keith Haring' een lobby om een gigantische muurschildering van Keith Haring in Amsterdam weer zichtbaar te maken. Haring maakte het werk in 1986 op een muur van het toenmalige depot van het Stedelijk Museum Amsterdam, in Amsterdam-West. De schildering van 12 bij 15 meter werd in 1989 echter met aluminium platen bedekt. In 2018, na bijna 20 jaar, wist Middel samen met de hulp van het Stedelijk Museum en de Keith Haring Foundation de schildering weer zichtbaar te maken. Dat jaar won het initiatief om de muurschildering weer zichtbaar te maken tijdens de Street Art Awards Benelux de prijs voor 'Local Initiative'.

### Publicatie 'Graffiti in de Kempering' (2020)
In samenwerking met de Dutch Graffiti Library documenteerde Middel in 2020 de graffiti in de Kempering, de laatste parkeergarage in originele Bijlmerstijl. De garage was een belangrijke vrijplaats voor graffitischrijvers van binnen en buiten Amsterdam-Zuidoost. De Gemeente Amsterdam nam in 2019 het besluit om de garage te slopen, waardoor de waardevolle geschiedenis verloren zou gaan. Door middel van het boek Graffiti in de Kempering blijft dit stukje tegencultuur behouden.

## Werk in openbare collecties (selectie)
Nationaal
- Groninger Museum, Groningen[9]